# Kenny Ball
Kenny Ball (22. května 1930 Ilford, Anglie – 7. března 2013 Basildon, Anglie) byl britský jazzový trumpetista a kapelník.
Svou kariéru zahájil v padesátých letech 20. století. Hrál například s Ericem Delaneyem nebo Terry Lightfootem a v roce 1958 založil vlastní skupinu nazvanou Kenny Ball and his Jazzmen. V roce 1962 skupina vydala svůj hit „Midnight in Moscow“ a o rok později spolu se skupinou vystoupil v hudebním filmu Live It Up!, ve kterém mimo něj hráli například Mitch Mitchell a Steve Marriott. V roce 1968 skupina doprovodila Louise Armstronga při jeho evropském turné.
Zemřel v březnu 2013 ve věku 82 let na zápal plic. Až do své smrti byl aktivním hudebníkem.